# Continuità uniforme
In matematica, in particolare in analisi matematica, una funzione uniformemente continua è una particolare funzione continua. Intuitivamente, una funzione {\displaystyle f} è uniformemente continua se una piccola variazione del punto {\displaystyle x} comporta una piccola variazione dell'immagine {\displaystyle f(x)} (quindi {\displaystyle f} è continua), e la misura della variazione di {\displaystyle f(x)} dipende solo dalla misura della variazione di {\displaystyle x}, ma non dal punto {\displaystyle x} stesso.
La continuità uniforme è quindi una proprietà globale della funzione, contrariamente alla continuità semplice, che è una proprietà locale. Infatti, quando si dice che una funzione è continua, si intende semplicemente che è continua in ogni punto del suo dominio; non ha invece alcun senso affermare che una funzione è uniformemente continua in un punto.

## Definizione
Nel caso specifico di una funzione {\displaystyle f:I\to \mathbb {R} }, dove {\displaystyle I\subseteq \mathbb {R} } è un intervallo, si dice che {\displaystyle f} è uniformemente continua se per ogni numero reale {\displaystyle \varepsilon >0} esiste un numero reale {\displaystyle \delta >0} tale che per ogni {\displaystyle x_{1},x_{2}\in I} con {\displaystyle |x_{1}-x_{2}|<\delta } (cioè "sufficientemente vicini l'uno all'altro") si ha
{\displaystyle |f(x_{1})-f(x_{2})|<\varepsilon }
Diversamente dalla continuità semplice la distanza {\displaystyle \delta } dipende quindi unicamente dalla distanza {\displaystyle \varepsilon } e non dal punto {\displaystyle x_{1}} o {\displaystyle x_{2}}.
La definizione di cui sopra si può immediatamente generalizzare ad arbitrari spazi metrici: dati due spazi metrici {\displaystyle (X,d_{X})} e {\displaystyle (Y,d_{Y})}, si dice che una funzione {\displaystyle f:X\to Y} è uniformemente continua se per ogni {\displaystyle \varepsilon >0} esiste un {\displaystyle \delta >0} tale che, comunque scelti due punti {\displaystyle x_{1},x_{2}\in X} che soddisfano {\displaystyle d_{X}(x_{1},x_{2})<\delta }, allora si ha:
{\displaystyle d_{Y}(f(x_{1}),f(x_{2}))<\varepsilon }

## Esempi

Grafico della funzione, che non è uniformemente continua in.

La funzione costante, l'identità o una qualsiasi funzione lineare sono funzioni uniformemente continue; altri esempi sono le funzioni derivabili in un insieme convesso la cui derivata è limitata (ad esempio le funzioni seno e coseno).
Al contrario, i polinomi di grado maggiore di {\displaystyle 1} non sono funzioni uniformemente continue sull'intera retta reale, sebbene lo siano sugli insiemi limitati: data ad esempio la funzione {\displaystyle f(x)=x^{2}}, infatti, per ogni {\displaystyle \delta >0} la differenza:
{\displaystyle f(x+\delta )-f(x)=(x+\delta )^{2}-x^{2}=2\delta x+\delta ^{2}}
tende ad infinito per {\displaystyle x\to \pm \infty }.
Un analogo ragionamento può essere usato per dimostrare che la funzione  {\displaystyle f(x)=1/x} non è uniformemente continua nell'intervallo {\displaystyle (0,1]}, mostrando che funzioni continue su un insieme limitato non sono necessariamente uniformemente continue. Neppure aggiungendo l'ipotesi che la funzione sia limitata si ottengono funzioni uniformemente continue: ad esempio la funzione {\displaystyle f(x)=\sin(1/x)} (sempre nell'intervallo {\displaystyle (0,1]}) non è uniformemente continua, perché in ogni intervallo {\displaystyle (0,\delta )} si possono trovare {\displaystyle x_{1},x_{2}\in I} tali che {\displaystyle |f(x_{1})-f(x_{2})|=2}.

## Condizioni sufficienti per la continuità uniforme
Il teorema di Heine-Cantor afferma che le funzioni continue su un insieme compatto (in {\displaystyle \mathbb {R} ^{n}} un insieme chiuso e limitato) sono uniformemente continue su tale insieme compatto; il teorema può essere esteso a comprendere anche insiemi non compatti, purché la funzione tenda (per {\displaystyle x\to \pm \infty }) ad un limite finito oppure ammetta un asintoto obliquo.
Inoltre, ogni funzione lipschitziana {\displaystyle f} è uniformemente continua: dato {\displaystyle \varepsilon >0}, si può scegliere {\displaystyle \delta :={\frac {\varepsilon }{K}}}, dove {\displaystyle K>0} è una costante di Lipschitz di {\displaystyle f}. La lipschizianità è una condizione sufficiente ma non necessaria per l'uniforme continuità (si veda il seguente esempio).

### Esempio
Si prenda {\displaystyle f(x)=x^{\frac {1}{3}}}. Essa non è lipschitziana in {\displaystyle \mathbb {R} }, ma lo è in qualunque insieme del tipo {\displaystyle \left(-\infty ,-a)\cup (a,+\infty \right)}, con {\displaystyle a>0} (la sua derivata, infatti, si mantiene in questo caso limitata, il che è sufficiente per la lipschitzianità). Pertanto, {\displaystyle f(x)} è uniformemente continua in questi intervalli.
D'altra parte, attorno a {\displaystyle 0} (ossia in un intervallo del tipo {\displaystyle \left[-a,a\right]}, complementare degli intervalli suddetti), si può garantire l'uniforme continuità di {\displaystyle f(x)} (continua e definita in un compatto). 
Combinando questi risultati, otteniamo che {\displaystyle f(x)} è uniformemente continua in {\displaystyle \mathbb {R} }, pur non essendo lipschitziana.

## Altre proprietà
Una funzione uniformemente continua in un insieme {\displaystyle X} lo è anche in ogni sottoinsieme {\displaystyle E\subseteq X}; non vale il viceversa (ad esempio, {\displaystyle f(x)=x^{2}} è uniformemente continua in ogni intervallo limitato ma non negli intervalli illimitati).
L'immagine di un intervallo limitato attraverso una funzione uniformemente continua è limitato.